# Министерство железных дорог КНДР
Министерство железных дорог КНДР (кор. 조선 민주주의 인민 공화국 철도성, Чосон минчжучжуи инмин конхвагук чхольдосон) — министерство, отвечающее за систему железнодорожного транспорта в КНДР. В 2013 году главой министерства стал Чон Гиль Су.

## История
Первым министром железных дорог КНДР до лета 1953 года был советский кореец Пак Ы Ван (1911—1961).
В 1959 году промышленность страны освоила выпуск железнодорожных товарных вагонов грузоподъёмностью 60 тонн.
В 1961 году в КНДР был выпущен первый электровоз отечественного производства. Также, в 1961 году был электрифицирован участок железной дороги между Нодоном и Ким Чаком протяжённостью 35 км (что увеличило общую протяжённость электрифицированного участка на этой железнодорожной линии до 202 км).
К 1963 году общая протяжённость железных дорог КНДР превысила 5 тыс. км, к 1969 году свыше 1 тыс. км железных дорог было электрифицировано.
В 1972 году было завершено строительство Инчхонской железной дороги, соединившей западное и восточное побережья страны и несколько железнодорожных веток в провинции Хванхэ-Намдо, а также электрифицирован ж.-д. участок Чхонджин - Наджин. В результате, протяжённость электрифицированных железных дорог увеличилась до 2 тыс. км.
В 1973 году был введён в эксплуатацию новый ж.-д. участок Инчхон - Ынрюр и электрифицирован ж.-д. участок Пхеньян - Саривон. К 1976 году было электрифицировано 3 тыс. км железных дорог.
В 1977 году общая протяжённость железных дорог страны превысила 6 тыс. км, из них 3 тыс. км было электрифицировано.
В соответствии со 2-м семилетним планом развития народного хозяйства КНДР (предусматривавшего модернизацию транспортных коммуникаций), в 1979 году были завершены работы по электрификации железных дорог Синанчжу - Хичхон и Пхеньян - Нампхо общей длиной 180 км, в результате общая протяжённость электрифицированных железных дорог увеличилась до 4 тыс. км.
В 1981 году общая протяжённость железных дорог страны составляла свыше 6 тыс. км, из них 4,6 тыс. км было электрифицировано; к 1983 году было электрифицировано 4,7 тыс. км железных дорог.
В 1987 году было открыто движение на двух участках Северной железной дороги, соединяющей западное и восточное побережье страны; после этого общая протяженность железных дорог страны превысила 8,5 тыс. км, из них свыше 5 тыс. км было электрифицировано.
К концу 1989 года общая протяжённость железных дорог страны составляла около 9 тыс. км, из них свыше 6 тыс. км было электрифицировано.
22 апреля 2004 года в районе железнодорожной станции Рёнчхон (область Пхенан-Пукто, в 50 км от города Синыйджу на корейско-китайской границе) произошла крупная железнодорожная катастрофа – столкновение двух товарных составов, перевозивших сжиженный газ и бензин. В результате взрыва и пожара имели место крупные человеческие жертвы и разрушения.
17 мая 2007 года впервые после окончания боевых действий в 1953 году демилитаризованную зону пересекли два поезда со 150 пассажирами.
В октябре 2008 – сентябре 2013 гг. российскими и корейскими специалистами был реконструирован участок железной дороги от станции Хасан (Россия) до порта Раджин (КНДР). В рамках этого проекта были реконструированы 54 км совмещенного железнодорожного пути, установлено современное оборудование связи, а также восстановлены искусственные сооружения (18 мостов, 12 водопропускных труб и три тоннеля общей протяжённостью более 4,5 км). 22 сентября 2013 года дорога была введена в эксплуатацию. 21 октября 2014 было подписано соглашение о продолжении участия российских специалистов в реконструкции железных дорог КНДР.
31 мая 2018 года в провинции Канвондо был введён в эксплуатацию новый железнодорожный мост на линии Коам-Тапчхон.
В июне 2018 года начались переговоры о возможности объединения и улучшения железных дорог полуострова, после окончания которых 15 октября 2018 года было принято решение о соединении железных и автомобильных дорог и возобновлении движения транспорта через демилитаризованную зону.

## Современное состояние
- Ширина колеи: используются колеи шириной: стандартная (1435 мм), протяжённость более 6000 км; узкая (762 мм), протяжённость около 375 км. В 2011 году на участке Туманган — Раджин (54 км) уложена совмещённая колея 1435/1520 мм.
- Уровень электрификации: более 5425 км линий колеи 1435 мм электрифицированы постоянным током 3000 В, узкоколейные линии электрифицированы на постоянном токе 1,5 кВ

Железнодорожная сеть КНДР хорошо развита, но технически сильно устарела.

### Линии
В списке приводятся только основные магистрали, без ответвлений и узкоколейных линий.
- Линия Хамбуксон: Чхонджин (станция) — Наджин, 331,1 км, колея 1435 мм
- Линия Хонъисон (в японских источниках может указываться как Линия Тумангансон): Хонъи (линия Хамбуксон) — Туманган — Хасан (РЖД/ДВЖД), 9,5 км, в 2011 году уложена совмещённая колея 1435/1520 мм. По некоторым сведениям, в 2008 году линия сдана в аренду ОАО «РЖД» сроком на 49 лет.
- Линия Канвонсон: Ковон — Пхённам, 145,8 км, колея 1435 мм
- Кымгасан-чхоннёнсон: Анбён (линия Канвонсон) — горы Кымгасан (-> Джеджин, Республика Корея, 101,0 км, колея 1435 мм
- Линия Манпхосон: Сунчхон — Манпхо, 299,9 км, колея 1435 мм
- Пэктусан-чхоннёнсон: Кильджу-чхоннён — Хесан-чхоннён, 141,7 км, колея 1435 мм
- Линия Пхёнбусон: Пхеньян — Кэсон (-> Торасан, Южная Корея), 187,3 км, колея 1435 мм
- Линия Пхёндоксон: Пхеньян — Кусан, 192,3 км, колея 1435 мм
- Линия Пхённамсон: Пхеньян — Нампо, 55,2 км, колея 1435 мм
- Линия Пхённасон: Пхеньян — Наджин, 819,0 км, колея 1435 мм
- Линия Пхёнъисон: Пхеньян — Синыйджу — Даньдун (Китайские железные дороги), 225,1 км, колея 1435 мм

### Узкоколейные линии
Узкоколейные линии в КНДР имеют ширину колеи 762 мм. Некоторые электрифицированы на 1500 В постоянного тока. Есть такие линии по всей стране, но наиболее важные из них находятся в северной части страны. Самой длинной узкоколейной линией КНДР является линия Пенму, протяжённостью 191,7 км от Пегам к Мусану.

### Подвижной состав
На железнодорожных линиях КНДР используется подвижной состав, произведённый в XX веке в СССР, Чехословакии, ГДР, Румынии, Венгрии, Польше. Также используется подвижной состав, произведённый в Китае, США, Японии и, возможно, часть местного производства. Многие локомотивы, фактически выпущенные в Чехословакии или СССР, местные железнодорожники считают своими, чему способствует «легендирование»: им присвоены свои серии, «назначены» местные гениальные конструкторы и заводы-изготовители. В частности, Škoda изготовила для КНДР в 1958 году 10 электровозов заводской серии 22E, кроме того, были поставлены электровозы, схожие с ЧС3[уточнить].
Выпуском собственного подвижного состава занимается Электровозостроительный завод имени Ким Джон Тхэ в Пхеньяне, а также, возможно, и другие заводы.
Кроме тепловозов и электровозов, используются и паровозы, есть моторвагонный подвижной состав.
В целом парк тягового подвижного состава можно охарактеризовать как разношерстный.

## Соединения с сетями других стран
- Китай — открыты несколько пограничных переходов, основной — Даньдун — Сыныйджу, колея 1435 мм.
- Россия — пограничный переход Хасан — Туманган, колея 1435/1520 мм, перестановка тележек в Тумангане.
- Южная Корея — нет, одинаковая колея 1435 мм, пути взорваны КНДР 18.10.2024